# Malé Terianske pleso
Malé Terianske pleso (polsky Mały Teriański Stawek) je horské jezero ležící ve Vysokých Tatrách na Slovensku jihozápadně od Vyšného Terianskeho plesa pod Nefcerským sedlem v údolí Nefcerka, která je odnoží Kôprové doliny. Jde o páté nejvýše položené pleso v tomto pohoří. Po většinu roku zůstává zamrzlé. 
Existují tři Terianské plesá — kromě Vyšného a Nižného také Malé Terianske pleso, o němž se většina průvodců ani nezmiňuje. Okolí jezera je v přísně chráněné přírodní rezervaci a nevede k němu žádná turistická stezka. Původ pojmenování jezera není znám.